# Höfði
Höfði − nazwa zabytkowego drewnianego domu w północnej części stolicy Islandii Reykjavíku, w którym w dniach 11-12 października 1986 miało miejsce spotkanie prezydentów Ronalda Reagana i Michaiła Gorbaczowa.

## Historia
Budynek wzniesiono w 1909 jako rezydencję konsula francuskiego, następnie przez szereg lat należała do poety i przedsiębiorcy Einara Benediktssona.
Dom stał się sławny dzięki spotkaniu prezydentów USA i ZSRR, które odbyło się w Reykjavíku w 1986. Było ono kolejnym krokiem do zakończenia zimnej wojny. Na pamiątkę tego wydarzenia we wnętrzu Höfði ustawiono flagi obu supermocarstw.
W 1941 w Höfði gościł Winston Churchill, wizytujący brytyjskie wojska stacjonujące na Islandii. Władze miasta weszły w posiadanie domu w 1958. Od tego roku byłej siedzibie konsularnej urządzane są oficjalne przyjęcia i spotkania okolicznościowe.
Budynek był użyty podczas pierwszego połączenia radiowego pomiędzy Islandią i "światem zewnętrznym" 26 czerwca 1905. Nawiązano wówczas kontakt z Poldhu w angielskiej Kornwalii.
Budynek uległ pożarowi 25 września 2009.